# Pleasanton (California)
Pleasanton è una città degli Stati Uniti d'America, situata nella parte centrale della California, nella Contea di Alameda.